# 2011年J1第7節 川崎F対仙台
この項目では、2011年4月23日に神奈川県川崎市の等々力陸上競技場で行われた、Jリーグ ディビジョン1 第7節・川崎フロンターレ対ベガルタ仙台の一戦について述べる。
この試合は2013年にJリーグ発足20周年記念として実施されたJクロニクルベストベストマッチ第8位となった試合であり、2023年にJリーグ発足30周年記念として実施されたJ30ベストアウォーズのベストマッチに選出された試合である。
なお、Jリーグにおける川崎フロンターレの公式な略称は「川崎F」であるが、本稿では便宜上、略称を「川崎」として記すこととする。

## 背景

### 前日まで
この年のJリーグ ディビジョン1 (J1) は3月5日に開幕し12月3日に閉幕する全34節で予定され、日本代表がコパ・アメリカ2011に参戦することから6月26日の第18節から7月30日までの1ヶ月間中断する日程となっていた。
しかし、第1節を終えた週の3月11日に東北地方太平洋沖地震（東日本大震災）が発生。本震とそれに伴う大津波などにより東北から関東にかけての東日本一帯に甚大な被害をもたらしたこともあって、Jリーグは同日中に第2節の全試合中止を決定、更に被害の全容が徐々に明らかになり、電力事情による停電の可能性なども考慮され、4月16日・17日開催予定だった第6節までの全試合を中止することを決定した。
Jリーグクラブの中でも、東日本大震災で大きな影響を受けたのが、本拠地スタジアムに大きな被害を受けた鹿島アントラーズと水戸ホーリーホック、そしてベガルタ仙台であった。この年、FW柳沢敦やDF角田誠、DF曺秉局、FWマルキーニョスらを獲得するなど積極的な補強で上位を窺っていた仙台は1月25日から始まった40日間のキャンプを終え、そのままサンフレッチェ広島とのアウェイでの開幕戦をスコアレスドローで終え仙台に戻って第2節の本拠地開幕戦・名古屋グランパスに備えていたところで被災した。チームは活動を一時休止、補強の目玉選手であったマルキーニョスが退団したが残るメンバーで3月28日に再集合。関係者全員の無事を確認した所で「そこ（被災地）で感じたものを自分達のパワーにするためにも必要だと思った」という手倉森誠監督の意向もあり、宮城県石巻市での支援活動を行い、翌日から千葉県と埼玉県で練習を再開した。練習前のミーティングで手倉森は「被災地のチームとして、この地の希望の光になろう」と呼びかけた。
そうした中で、J1の再開が発災から6週間後の4月23日の第7節に決まり、前日にはチェアマンの大東和美と、被害の大きかった鹿島・仙台、そしてその対戦相手となる横浜F・マリノス、川崎フロンターレの4チームの監督による記者会見が行われた。手倉森は「全チームが元気な姿を見せられれば、それが日本の良いアピールになるだろうと思う」「ベガルタ仙台としては、Jリーグで元気な姿を見せ、活躍することで、東北に勇気や希望を与えることができるだろうと思う」「ベガルタ仙台を生き甲斐にしてくれている人、被災して希望を失いかけている人たちの希望の光に少しでもなれるよう、明日から力を注ぎたい」と決意を述べ、この年就任初年度となった川崎監督の相馬直樹は「（一番被害が大きかった仙台は）強い思いを持って試合に臨んで来ると思う」「それを上回るサッカーに対する真摯な思いを見せ、そして見て下さった方に勇気を与えられるようなゲームを選手たちにはしてもらいたい」と述べた。

### 試合当日
当日は雨模様にもかかわらず15,000人の観客が詰めかけた。ホームチームである川崎は「Mind-1ニッポンプロジェクト」と銘打った東日本大震災復興支援活動を行っており、両軍のOBチームと芸能人チームによる前座試合や義援金付きスタジアムグルメ、チャリティーオークションや募金活動などのイベントで支援を行った。また、川崎のサポーター有志も「FORZA!仙台」のメッセージ入り横断幕を用意したことに加え、試合前にはいわゆる「Gゾーン」に陣取る川崎サポーターが仙台のチャントである「TWISTED」を歌って仙台にエールを送るなどの光景も見られた。
試合開始前にはセンターサークルに両チームの選手が並び、スタンドの観客らと共に被災者に対して黙祷が捧げられた。

## 試合展開

### 前半
立ち上がりから攻勢を掛けたのは仙台の方だった。川崎に対しボールを自由に握らせないハードワークを仕掛る。特に、両スパイクに「一人じゃない 信じよう 希望の光を！」「共に歩み 未来に向かって」とのメッセージの刺繍を入れたMF関口訓充は、試合前に発熱するなど体調が万全ではないにもかかわらず、川崎のサイドからの攻撃を身を挺して封じ続けた。
両者ミドルシュートから決定機を作り出すなど膠着した展開が続く中、川崎は徐々に攻勢を強めていく。前半37分、川崎MF登里享平の右サイドのスルーパスからに反応した川崎FW山瀬功治がマークしていた仙台DF鎌田次郎を交わしてチャンスを生み出し、山瀬からのマイナスのクロスに対してニアサイドに駆け込んだ川崎DF田中裕介のグラウンダーのシュートが仙台DF陣の間、さらには仙台GK林卓人の股間をすり抜けてゴールに吸い込まれ、川崎が先制点を挙げる。そのまま前半は終了し、川崎リードのままハーフタイムを迎えることになる。

### 後半
後半に入っても膠着状態が続く中、62分（後半17分）に仙台はMF高橋義希に替えFW中島裕希を投入。トップ下にいたMF梁勇基をボランチに下げ、1トップから2トップに布陣を変える。川崎のDF陣が仙台FW赤嶺真吾へのファウルが増えてきたことを見て、手倉森曰く「2トップにしたらバイタルエリアでFKがもらえるかな」との判断が功を奏し、仙台がボールを握れる場面が徐々に増える。
すると73分（後半28分）、両チームのヘディングでの競り合いが続き、両者が交錯したこぼれ球を仙台FW赤嶺が収めて右に展開、これに走り込んできた仙台FW太田吉彰が倒れながらシュートを放つと、スライディングブロックに入った川崎DF横山知伸の左足に当たって弾かれたボールは滑り込んだGK杉山力裕の頭上を越えてゴールに吸い込まれる。太田や手倉森が後に『みんなの想いが込められたゴール』と表現したゴールが決まり、仙台が同点に追いつく。
しかし、仙台はこのプレーの直前に足を攣っていたDF曺秉局と、同点ゴールの時点で同じく足を攣らせていた大田を相次いで交代せざるを得なくなり、ボランチの角田誠をCBに下げ、斉藤大介・富田晋伍のボランチ2枚を投入して交代枠を使い切ることになる。一方で川崎はFWジュニーニョを投入し攻撃の圧力を強めるが、仙台の体を張った守備の前に決定機を作り出せない。
そして87分（後半42分）、右コーナーエリア付近で仙台FW中島が川崎DF横山に突かれた形となって仙台がフリーキックを獲得。梁の蹴ったボールはファーサイドに飛び込んできたDF鎌田次郎がヘディングで捉え、これが右ゴールポストに当たってそのままゴールに吸い込まれる。鎌田が後に「今考えると、あんなに遠い位置からヘディングを叩くことはほとんどない。何か目に見えないものに突き動かされたゴール」と語るゴールで仙台が逆転に成功する。
その後は仙台が川崎の攻勢をに対してボールキープでアディショナルタイムの3分を含めた残り時間を凌ぎきり、震災後初の試合を逆転勝利で飾った。

## 放送
この試合はNHK BS1で生放送が実施され、仙台局勤務経験のある吉松欣史が実況を、盛岡局勤務経験のある一橋忠之がリポートを担当した（解説は長谷川健太）。
また、当時Jリーグの全試合放映権を持っていたスカパー!では、倉敷保雄の実況、田中孝司の解説で放送された。
この試合は仙台市青葉区一番町「壱弐参横丁」（いろは横丁）でパブリックビューイングが実施され、NHK・スカパー!双方の中継でその模様が挿入された。

## 試合データ
| 川崎フロンターレ | 1 – 2    | ベガルタ仙台                    |
| ---------------- | -------- | ------------------------------- |
| - 田中裕介 37分  | レポート | - 太田吉彰 73分 - 鎌田次郎 87分 |

| 川崎フロンターレ | ベガルタ仙台 |

| GK        | 28 | 杉山力裕     |      |      |
| DF        | 3  | 田中裕介     |      |      |
| DF        | 4  | 井川祐輔     |      |      |
| DF        | 18 | 横山知伸     |      |      |
| DF        | 8  | 小宮山尊信   |      |      |
| MF        | 19 | 柴﨑晃誠     |      |      |
| MF        | 20 | 稲本潤一     | 76分 |      |
| MF        | 23 | 登里享平     |      | 87分 |
| MF        | 14 | 中村憲剛     |      |      |
| FW        | 9  | 矢島卓郎     |      | 78分 |
| FW        | 13 | 山瀬功治     |      | 66分 |
| 控え選手: |    |              |      |      |
| GK        | 1  | 相澤貴志     |      |      |
| DF        | 17 | 菊地光将     |      |      |
| DF        | 24 | 田中雄大     |      |      |
| MF        | 6  | 田坂祐介     |      | 66分 |
| FW        | 10 | ジュニーニョ |      | 78分 |
| FW        | 21 | 棗佑喜       |      | 87分 |
| FW        | 29 | 久木野聡     |      |      |
| 監督:     |    |              |      |      |
| 相馬直樹  |    |              |      |      |

| GK        | 16 | 林卓人   |      |      |
| DF        | 25 | 菅井直樹 |      |      |
| DF        | 5  | 曺秉局   |      | 74分 |
| DF        | 2  | 鎌田次郎 |      |      |
| DF        | 27 | 朴柱成   |      |      |
| MF        | 14 | 高橋義希 |      | 62分 |
| MF        | 10 | 梁勇基   |      |      |
| MF        | 6  | 角田誠   | 42分 |      |
| FW        | 15 | 太田吉彰 |      | 76分 |
| FW        | 24 | 赤嶺真吾 |      |      |
| FW        | 11 | 関口訓充 |      |      |
| 控え選手: |    |          |      |      |
| GK        | 1  | 桜井繁   |      |      |
| MF        | 23 | 田村直也 |      |      |
| MF        | 20 | マックス |      |      |
| MF        | 31 | 斉藤大介 |      | 74分 |
| MF        | 17 | 富田晋伍 |      | 76分 |
| MF        | 8  | 松下年宏 |      |      |
| FW        | 13 | 中島裕希 |      | 62分 |
| 監督:     |    |          |      |      |
| 手倉森誠  |    |          |      |      |

| 副審 相樂亨 穴井千雅 第4の審判 佐藤貴之 |

| スタッツ       | 川崎 | 仙台 |
| 得点           | 1    | 2    |
| シュート数     | 6    | 6    |
| コーナーキック | 3    | 7    |
| ファウル       | 18   | 14   |
| オフサイド     | 3    | 4    |
| イエローカード | 1    | 1    |
| レッドカード   | 0    | 0    |

## 挿話
- この試合に途中出場した川崎FW棗佑喜はこの試合がプロデビュー戦だった。
- 仙台と対戦した川崎はこの試合後も「Mind-1ニッポンプロジェクト」を継続して実施しており、「支援はブームじゃない」の合言葉の下で、2011年9月に訪問した岩手県陸前高田市と連携協定を結ぶなど、東日本大震災の被災地復興支援活動を行っている[21][22]。
- 10年後のシーズンとなる2021年3月6日、J1リーグの第2節は東日本大震災10年プロジェクト、復興応援試合として同じ対戦カードが実現。今回は仙台のホーム・ユアテックスタジアム仙台で行われたが、その試合では仙台サポーターがコロナ対策による入場制限で来場できない川崎サポーターの応援フラッグをスタジアム内に掲出したことが話題となった[23]。
- 手倉森誠監督はこの試合について「サッカーのクオリティはまだまだ。でも、必死に人の想いを汲んで戦ったら何かを起こせる。それを体感したゲーム。」と表現[24]。

## メディア
- 『サッカーダイジェスト増刊 永久保存版「復興のシンボル」2011シーズン ベガルタ仙台激闘号』（サッカーダイジェスト、雑誌、2012年1月）
- 「“ベガルタ”〜サッカー、震災、そして希望〜」（NHK BS1、ドキュメンタリー映画、2016年12月14日）
- 「あの試合をもう一度！スポーツ名勝負 東日本大震災・復興への誓いをチカラに 川崎フロンターレ 対 ベガルタ仙台」（NHK BS1、2022年3月11日）
- Jリーグ30周年名勝負選「復興への誓い '11 震災後初試合」（NHK BS1、2023年5月13日）
- ベガルタ仙台·郷家友太「人生を変えた試合」（Going!Sports&News、2025年3月9日)
- 『サッカーダイジェスト「”あの日”から15年目 希望の星になれ」2025シーズン 8月号』（サッカーダイジェスト、雑誌、2025年7月）

### 注記
1. ↑  原曲はトゥイステッド・シスターの「We're Not Gonna Take It」。
2. ↑  この当時、ベンチ入りメンバー7人に対して交代枠は3人までであった。
3. ↑  同年4月1日に旧・衛星第1テレビジョンから再編されたばかりであった。また、同年7月24日のアナログ衛星放送停波前であり、衛星アナログ放送でも生中継された。